# Maria Garde
Maria Garde (født 17. februar 1968) er en dansk skuespiller og teaterchef.
Hun er datter af skuespiller Annie Birgit Garde. Hun debuterede med hovedrollen i Anne Franks dagbog på Amager Scenen i 1982. I 1985 medvirkede hun i Vildanden på Nørrebros Teater, og i 1993 spillede hun sammen med sin mor i Glasmenageriet på Teatret bag Kroen i Ordrup. 
Siden er det blevet til flere roller, ofte i børne- og familieopsætninger. Blandt andet har hun været en del af ensemblet på Marionetteatret i Kongens Have. Siden 2006 har hun været leder af Det Ny Familieteater. 

## Filmografi

### Tv-serier
- Gøngehøvdingen (1991-1992)